# Solenocera koelbeli
Solenocera koelbeli är en kräftdjursart som beskrevs av De Man 1911. Solenocera koelbeli ingår i släktet Solenocera och familjen Solenoceridae. Inga underarter finns listade i Catalogue of Life.